# Gwasok scandal
Gwasok scandal (과속스캔들?, 過速스캔들?, Gwasok seukaendeulLR, Kwasok sŭk'aendŭlMR), noto anche con i titoli internazionali Scandal Makers e Speedy Scandal, è un film del 2008 scritto e diretto da Kang Hyeong-cheol.

## Trama
Nam Hyeon-soon era stato da ragazzo una celebrità, e aveva avuto varie avventure di una notte; un giorno, si presenta da lui una ragazza che afferma di essere sua figlia, insieme ad un bambino piccolo. Malgrado l'iniziale sconvolgimento, Hyeon-soon riuscirà a trovare grazie a loro la felicità.